# Miroslav Svoboda (lední hokejista)
 Miroslav Svoboda (* 7. března 1995 Vsetín) je český hokejový brankář. Je odchovancem vsetínského hokeje. Dne 27. června 2015 byl draftován v sedmém kole draftu 2015 jako 208. celkově týmem Edmonton Oilers.
Českou republiku reprezentoval na juniorském šampionátu v roce 2015.
Sezónu 2023/2024 a 2024/2025 hrál za tým Vaasan Sport.